# Homo sapiens sapiens (kunstværk)
Homo sapiens sapiens (2005) er en videoinstallation af den schweiziske kunster Pipilotti Rist.
De to hovedroller spilles af Gry Bay og Ewelina Guzik, som optræder nøgne i en regnskov. Værket varer 21 minutter men præsenteres i et endeløst loop. Publikum ligger på ryggen og ser værket projiceret på et loft som fire kalejdoskopisk sammenflydende billeder.
Værket blev første gang vist i 2005 under Venedig Bienalen på et kirkeloft i San Stae-kirken i Venedig, men kirken valgte at lukke rummet og standse visningen – angiveligt på grund af "tekniske problemer".
7. januar – 25. april 2010 blev værket vist som særudstilling på Louisiana Kunstmuseum.